# Kraken (Pirates of the Caribbean)
De Kraken is een fictief zeemonster uit de film Pirates of the Caribbean: Dead Man's Chest. De Kraken is gebaseerd op de mythologische kraken.

## Het uiterlijk van de Kraken
Er is geen duidelijk beeld van de Kraken, hoewel de tentakels vaak voorkomen. In twee scènes is zijn muil te zien, met rijen scherpe tanden. In twee scènes is het lichaam van de Kraken te zien, namelijk wanneer Will Turner in het water valt nadat de Edinburgh Trader is verwoest en nadat ze Jack Sparrow hebben gered uit de Locker van Davy Jones. De Kraken lijkt op een enorme inktvis, zij het met een lichaam dat er nogal bepantserd uitziet. Volgens Gibbs heeft hij tentakels waarmee hij gezichten van mensen kan opzuigen en een vreselijke adem, gelijk aan duizend rottende lijken. 
In het gevecht met de The Black Pearl raakte de Kraken gewond aan verschillende tentakels toen de vaten kruit en rum ontploften. Hij overleefde het, en trok later de Pearl mee de diepte in. 
In de derde film, Pirates of the Caribbean: At World's End, is de Kraken helemaal te zien. Doordat Cutler Beckett het hart van Davy Jones heeft, dwong hij hem om de Kraken te doden. Op de terugweg van Davy Jones' Locker vindt de bemanning van The Black Pearl de Kraken op een eiland waar ze stoppen om vers drinkwater te halen. Er is een beter shot te zien van het lichaam van de Kraken en ook een van zijn ogen.

## De Kraken oproepen
De Kraken wordt opgeroepen door Davy Jones, heerser der zeeën, om schepen te vernietigen. Op The Flying Dutchman staat een kaapstander, de Krakenhamer genaamd. Om de Kraken op te roepen, moet de bemanning de kaapstander draaien, waardoor een hamer in de kaapstander omhoog gaat. Als de hamer op zijn hoogste punt staat, valt deze naar beneden en stuurt schokgolven door de zee, die de Kraken wekt. De bemanning aan de Krakenhamer zijn: Angler, Old Haddy, Maccus, Clanker, Ratlin, The Twins, Wheelback, Palifico en Greenbeard. 
De gehele bemanning kan een zwarte vlek bij iemand aanbrengen, die alleen Jones kan verwijderen. De Kraken gaat dan op jacht naar de persoon met die vlek, zoals Jack Sparrow in Pirates of the Caribbean: Dead Man's Chest.

## Aanval van de Kraken
In Pirates of the Caribbean: Dead Man's Chest worden drie schepen verwoest door de Kraken: een vissersschip, de Edinburgh Trader, en The Black Pearl.
Hiervoor gebruikt de Kraken twee tactieken:
1. Bij de vissersboot, die Sparrows hoed uit het water vissen, wordt het schip ineens onderwater getrokken (waarschijnlijk deels om de spanning in de film te behouden).
2. Bij de Edinburgh Trader en The Black Pearl nadert de Kraken het schip behoedzaam, glijdt met zijn tentakels op het dek en trekt hem naar beneden. Als de bemanning in staat is terug te vechten, valt de Kraken aan met zijn tentakels en gebruikt twee van zijn sterkste tentakels om het schip in het midden in tweeën te breken (bij de Edinburgh Trader). Dan pakt hij de twee delen schuin vast, met zijn mond in het water ertussen, waarna alle mensen in zijn mond vallen en opgegeten worden.